# Лев'ятський
Лев'ятський (рос. Левятский) — починок в Кезькому районі Удмуртії, Росія.
Населення — 14 осіб (2010; 28 в 2002).
Національний склад станом на 2002 рік:
- росіяни — 93 %